# Vrankovití
Vrankovití (Cottidae) je čeleď bentických (při dně žijících) ryb z řádu ropušnicotvaří (Scorpaeniformes), jejíž zástupci obývají slané i sladké vody převážně severní polokoule.

## Rozšíření
Vranky se vyskytují jak se slaných, tak ve sladkých vodách. Většina druhů je nicméně mořských s největší druhovou diverzitou podél pacifického pobřeží. Drtivá většina druhů obývá severní polokouli, pouze 4 známé druhy se vyskytují na jižní polokouli. Jedná se o zástupce rodu Antipodocottus, kteří obývají Kajské ostrovy, Austrálii a Nový Zéland. V rámci čeledi vrankovití se rozeznávají 3 podčeledi, a sice Cottinae, Comephorinae a Abyssocottinae. Hned 2 z těchto podčeledí jsou endemické jezeru Bajkal – vranky z podčeledi Comephorinae jsou pelagické vranky Bajkalu, zástupci Abyssocottinae jsou bentické vranky z Bajkalu vyskytující se převážně v hloubkách přesahující 170 m. Bajkal hostí i druhy z podčeledi Cottinae.
V Česku se vyskytují 2 druhy vranek, a sice vranka obecná (Cottus gobio) a vranka pruhoploutvá (Cottus poecilopus).

## Charakteristika
Většina vranek jsou malé rybky s dorzoventrálně zploštělým tělem se silnou pokožkou bez šupin s řadou kostěných trnů. Dospělci postrádají plynový měchýř. Velké oči jsou umístěny na vrcholu hlavy. Postranní čára je dobře vyvinuta. Většina druhů měří pod 10 cm, avšak největší zástupce vrankovitých vranka mramorovaná (Scorpaenichthys marmoratus) může dosahovat až k délkám jednoho metru a váhy kolem 14 kg. Břišní ploutev má jeden tvrdý trn a 2–5 měkkých kostěných paprsků, řitní ploutev je bazpaprsková.

## Systematika

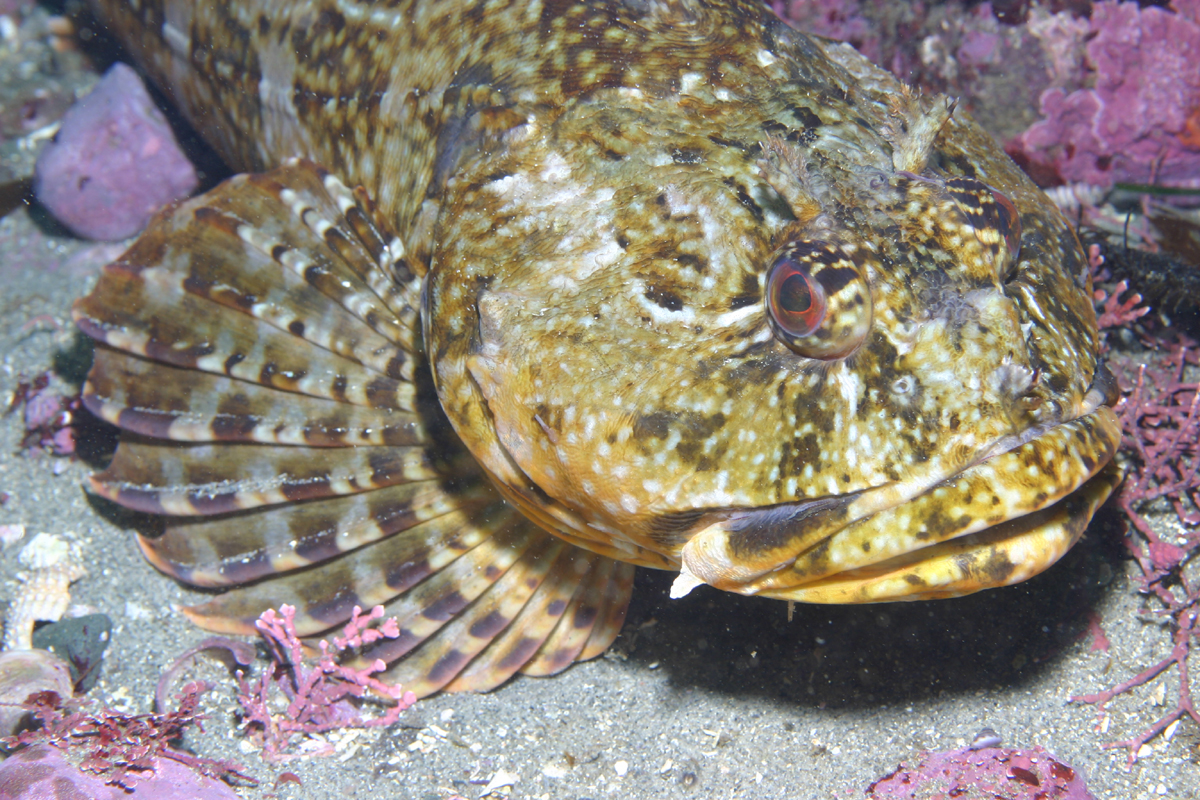
Vranka mramorovaná (Scorpaenichthys marmoratus)

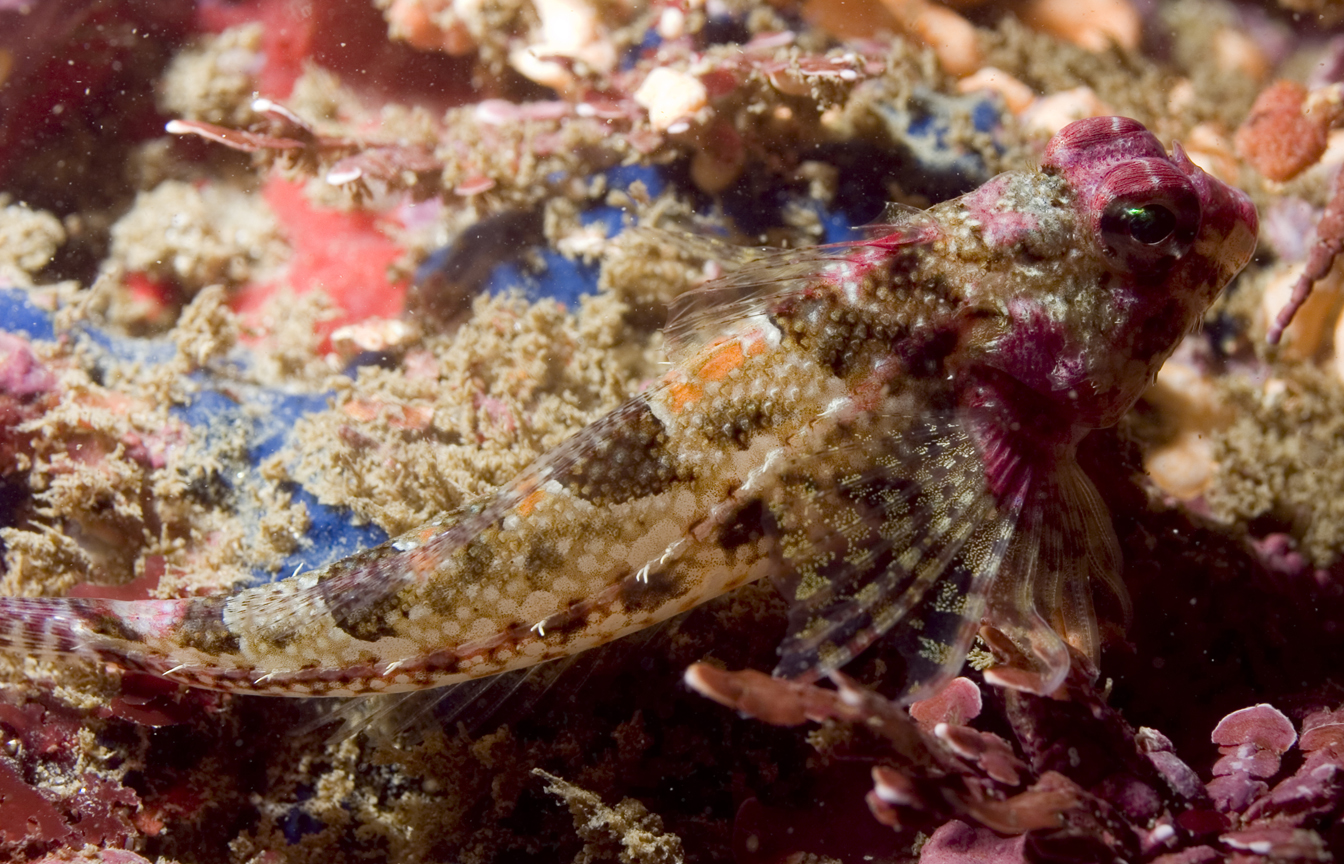
Vranka tuponosá (Orthonopias triacis)

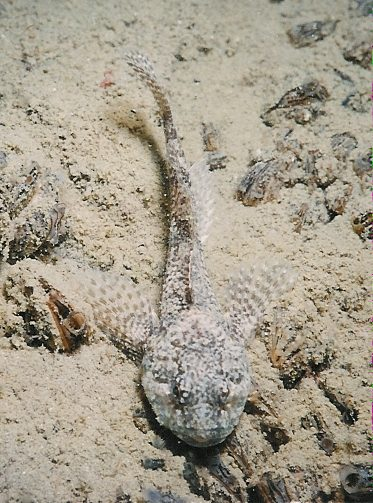
Vranka obecná (Cottus gobio)

K roku 2016 se v rámci vrankovitých rozeznávaly 3 podčeledi, 70 rodů a 282 druhů. Seznam níže uvádí některé z těchto rodů:
- podčeleď Cottinae Bonaparte, 1831
  - Alcichthys Jordan & Starks, 1904
  - Antipodocottus Bolin, 1952
  - Artediellus Jordan, 1885
  - Artedius Girard, 1856
  - Ascelichthys Jordan & Gilbert, 1880
  - Asemichthys Gilbert, 1912
  - Bero Jordan & Starks, 1904
  - Bolinia Yabe, 1991
  - Chitonotus Lockington, 1879
  - Clinocottus Gill, 1861
  - Cottocomephorus Pellegrin, 1900
  - Cottus Linnaeus, 1758
  - Enophrys Swainson, 1839
  - Furcina Jordan & Starks, 1904
  - Gymnocanthus Swainson, 1839
  - Icelinus Jordan, 1885
  - Icelus Krøyer, 1845
  - Leptocottus Girard, 1854
  - Mesocottus Gratzianov, 1907
  - Micrenophrys Andriashev, 1954
  - Myoxocephalus Tilesius, 1811
  - Oligocottus Girard 1856
  - Pseudoblennius Temminck & Schlegel, 1850
  - Radulinopsis Soldatov & Lindberg, 1930
  - Radulinus Gilbert, 1890
  - Rastrinus Jordan & Evermann, 1896
  - Ruscarius Jordan & Starks, 1895
  - Sigmistes Rutter, 1898
  - Synchirus Bean, 1890
  - Taurulus Gratzianov, 1907
  - Trachidermis Heckel, 1837
  - Trichocottus Soldatov & Pavlenko, 1915
  - Triglops Reinhardt, 1830
  - Vellitor Jordan & Starks, 1904
- podčeleď Comephorinae Bonaparte, 1850
  - Comephorus  Lacépède, 1800
- podčeleď Abyssocottinae Berg, 1907
  - Abyssocottus Berg, 1906
  - Asprocottus Berg, 1906
  - Cyphocottus Sideleva, 2003
  - Cottinella Berg, 1907
  - Limnocottus Berg, 1906
  - Neocottus Sideleva, 1982
  - Procottus Gratzianov, 1902